# Gornje Lipovo
Gornje Lipovo este un sat din comuna Kolašin, Muntenegru. Conform datelor de la recensământul din 2003, localitatea are 134 de locuitori (la recensământul din 1991 erau 120 de locuitori).

## Demografie
În satul Gornje Lipovo locuiesc 107 persoane adulte, iar vârsta medie a populației este de 41,2 de ani (39,4 la bărbați și 44,0 la femei). În localitate sunt 38 de gospodării, iar numărul mediu de membri în gospodărie este de 3,53.
Populația localității este foarte eterogenă.
|  |

| Demografie | Demografie | Demografie |
| An         | Locuitori  | Locuitori  |
| ---------- | ---------- | ---------- |
|            |            |            |
|            |            |            |
|            |            |            |
|            |            |            |
| 1948       | 223        |            |
| 1953       | 252        |            |
| 1961       | 238        |            |
| 1971       | 191        |            |
| 1981       | 147        |            |
| 1991       | 120        | 120        |
| 2003       | 134        | 134        |

| \| Componența etnică conform recensământului din 2003[2] \| Componența etnică conform recensământului din 2003[2] \| Componența etnică conform recensământului din 2003[2] \| Componența etnică conform recensământului din 2003[2] \| Componența etnică conform recensământului din 2003[2] \| \| ----------------------------------------------------- \| ----------------------------------------------------- \| ----------------------------------------------------- \| ----------------------------------------------------- \| ----------------------------------------------------- \| \| \| \| \| \| \| \| Muntenegreni \| Muntenegreni \| \| 84 \| 62,68% \| \| Sârbi \| Sârbi \| \| 43 \| 32,08% \| \| Iugoslavi \| Iugoslavi \| \| 2 \| 1,49% \| \| necunoscută \| necunoscută \| \| 0 \| 0% \| |              |  |    |        |
| Componența etnică conform recensământului din 2003 |              |  |    |        |
| |              |  |    |        |
| Muntenegreni | Muntenegreni |  | 84 | 62,68% |
| Sârbi | Sârbi        |  | 43 | 32,08% |
| Iugoslavi | Iugoslavi    |  | 2  | 1,49%  |
| necunoscută | necunoscută  |  | 0  | 0%     |